# Der Biberpelz (1928)
Der Biberpelz ist ein deutscher Stummfilm aus dem Jahre 1928 nach dem gleichnamigen Drama von Gerhart Hauptmann. Unter der Regie von Erich Schönfelder spielte Lucie Höflich die Mutter Wolffen.

## Handlung
Im Randbezirk von Berlin, um 1880, lebt Wilhelm Krüger mit seiner Frau. Mieter in seinem Haus sind Herr Motes mit Frau und der Schriftsteller Dr. Fleischer. Eines Abends bekommt Krüger eine bestellte Lieferung Brennholz, die vor dem Grundstück abgeladen wird. Das Dienstmädchen Leontine Wolff weigert sich jetzt noch, in ihrer Freizeit, das Holz in den Keller zu bringen. Bei dem Versuch Krügers, das Holz allein zu tragen, fällt er die Kellertreppe hinunter. Dabei zerbricht die Petroleumlampe, und der Inhalt ergießt sich über seinen Mantel mit dem Biberpelzkragen. Um das Kleidungsstück auszulüften, hängt er den Mantel auf den Balkon. Indes will Leontine ihren Freund, den Gendarm Schulz treffen, der sich aber bereits anderweitig orientiert hat. Sie will nicht mehr für Krüger arbeiten und geht zu ihren Eltern nach Hause. Ihrer Mutter erzählt Leontine, dass sie von Krügers nur ausgenutzt wird und nennt die Geschichte mit dem Brennholz außerhalb ihrer Arbeitszeit. Auguste Wolff wird hellhörig und beschließt, dieses an sich zu nehmen. Beim Diebstahl des Holzes sieht Mutter Wolffen, wie sie überall genannt wird, den auf dem Balkon hängenden Mantel.
Am nächsten Morgen wird Auguste bei der Familie des Amtsvorstehers Wehrhahn zum Waschen der Wäsche erwartet. Wilhelm Krüger ist gerade angekommen, um den Diebstahl seines Holzes anzuzeigen. Wehrhahn hat lieber ein wachsames Auge auf den ihm politisch dubios erscheinenden Dr. Fleischer und schickt Krüger mitsamt seinem nach Petroleum stinkenden Mantel unverrichteter Dinge fort. Die Denunziation Fleischers geht auf einen Wink des arbeitsscheuen Motes zurück, der nach unten tritt und nach oben buckelt. Mutter Wolffen bekommt all diese Vorgänge mit. Abends sagt ihr Leontine, dass sie von Schulz schwanger ist. Doch ihre Mutter zeigt sich wenig interessiert und macht sich lieber auf den Weg zu Krügers, um den Biberpelzmantel vom Balkon zu stehlen und an den Schiffer Wulkow zu verkaufen. Mit diesem Geld will sie Schulden zurückzahlen.
Am nächsten Tag plant Wehrhahns Ehefrau Regine, ihren Geburtstag zu feiern, und Frau Wolff wird als Küchenhilfe hinzugebeten. Als Mitbringsel hat sie ein schwarz geschossenes Reh dabei, das als köstlicher Braten serviert werden soll. Noch am selben Morgen erfolgt die Festnahme Dr. Fleischers wegen Besitzes angeblich staatszersetzender Schriften. In diesem Moment erscheint Krüger bei Wehrhahn, um den Diebstahl des Biberpelzes anzuzeigen. Er beschwert sich beim Amtmann, dass dieser lieber den unbescholtenen Untermieter Schreiber verhaftet, anstatt sich um die wichtigen Dinge wie den Diebstahl seines Holzes und nun auch noch des Biberpelzes zu kümmern. Werhahn missbraucht daraufhin seine Amtsgewalt und sperrt Krüger in dieselbe Zelle zu Dr. Fleischer. Immer stärker werden die Beweise, die zur Familie Wolff führen, doch Wehrhahn ignoriert diese. Da die Geburtstagsfeier (nicht zuletzt wegen Mutter Wolffens Reh) prächtig verlief, lässt der selbstherrliche Amtmann die beiden Zellengenossen frei.

## Produktionsnotizen
Der Biberpelz wurde vom 8. Dezember 1927 bis zum 9. Januar 1928 in den Studios von Staaken gedreht. Der siebenaktige Film mit einer Länge von 2568 Metern passierte die Zensur am 15. Januar 1928 und wurde am 9. März 1928 im Tauentzienpalast uraufgeführt.
Eugen Kürschner hatte die Produktionsleitung, Franz Seemann und Bruno Lutz zeichneten für die Bauten verantwortlich. Manfred Liebenau war Aufnahmeleiter.

## Kritiken
„Am Ende der Stummfilmzeit wurde noch Gerhart Hauptmanns „Der Biberpelz“ (1928) verfilmt. Lucie Höflich spielte natürlich die Mutter Wolffen und Ralph Arthur Roberts den Wehrhahn. Erich Schönfelder hat das Hauptmannsche Milieu sehr gut getroffen und das Bühnenwerk soweit als irgend möglich übernommen.“